# Heliophanus kilimanjaroensis
Heliophanus kilimanjaroensis är en spindelart som beskrevs av Wesolowska 1986. Heliophanus kilimanjaroensis ingår i släktet Heliophanus och familjen hoppspindlar. Inga underarter finns listade i Catalogue of Life.